# Lagotis ikonnikovii
Lagotis ikonnikovii är en grobladsväxtart som beskrevs av Boris Konstantinovich Schischkin. Lagotis ikonnikovii ingår i släktet Lagotis och familjen grobladsväxter. Inga underarter finns listade i Catalogue of Life.